# 佩科拉拉
佩科拉拉（義大利語：Pecorara），是意大利皮亚琴察省的一个市镇。总面积53平方公里，人口825人，人口密度15.6人/平方公里（2009年）。ISTAT代码为033031。